# アルティメット・サイクロン
『アルティメット・サイクロン』（Life on the Line）は、2015年のアメリカ制作のディザスター・パニック映画。

## あらすじ
超巨大台風の接近する危険な状況下で、架線作業員たちが切れた送電線の復旧作業に従事する。

## キャスト
| 役名               | 俳優                       | 日本語吹替   |
| ------------------ | -------------------------- | ------------ |
| ボー・ギナー       | ジョン・トラボルタ         | 小杉十郎太   |
| ベイリー・ギナー   | ケイト・ボスワース         | 阿部彬名     |
| ダンカン           | デヴォン・サワ             | 石狩勇気     |
| ダンカンの母       | シャロン・ストーン         | 田村千恵     |
| ポークチョップ     | ギル・ベローズ             | 東和良       |
| 少女時代のベイリー | シドニー・グリップ         | さこうきみか |
| ビル               |                            | 内藤健太     |
| カーリン           | ジュリー・ベンツ           | 平野佳奈     |
| ノーム             | ジム・シールド             | 内藤健太     |
| ユージン           | ライアン・ロビンズ         |              |
| ダニー             | タイ・オルソン             |              |
| ハンター           | スチュアート・ストーン     |              |
| ロン               | マット・ベルフルール       |              |
| エリー             | リディア・スタイスリンガー | さこうきみか |
| ラッセル           | リーズ・アレクサンダー     |              |
| ベッキー           | エミリー・ウラップ         |              |